# ZNRF3
El gen ZNRF3 tiene una región exónica la cual codifica una proteína ligasa que funciona como regulador negativo de la vía de señalización WNT, cuyo factor de transcripción beta-catenina está implicado en funciones de proliferación y diferenciación celular. Se han relacionado mutaciones en ZNRF3 con diversas enfermedades debido a la desregulación de WNT.
Una de estas enfermedades es el cáncer de páncreas. Concretamente, se ha asociado la alteración del SNPs Rs16986825 con este tipo de cáncer, según los últimos estudios del genoma completo que comparan enfermos de cáncer de páncreas con individuos sanos.